# Lindisfarne
Holy Island
Pour les articles homonymes, voir Lindisfarne (homonymie) et Holy Island.
Lindisfarne, appelé localement Holy Island, est une île située en Angleterre, sur la côte de la Northumbrie. Accessible à marée basse par une chaussée submersible, elle abrite un monastère et un château en ruines.

## Histoire

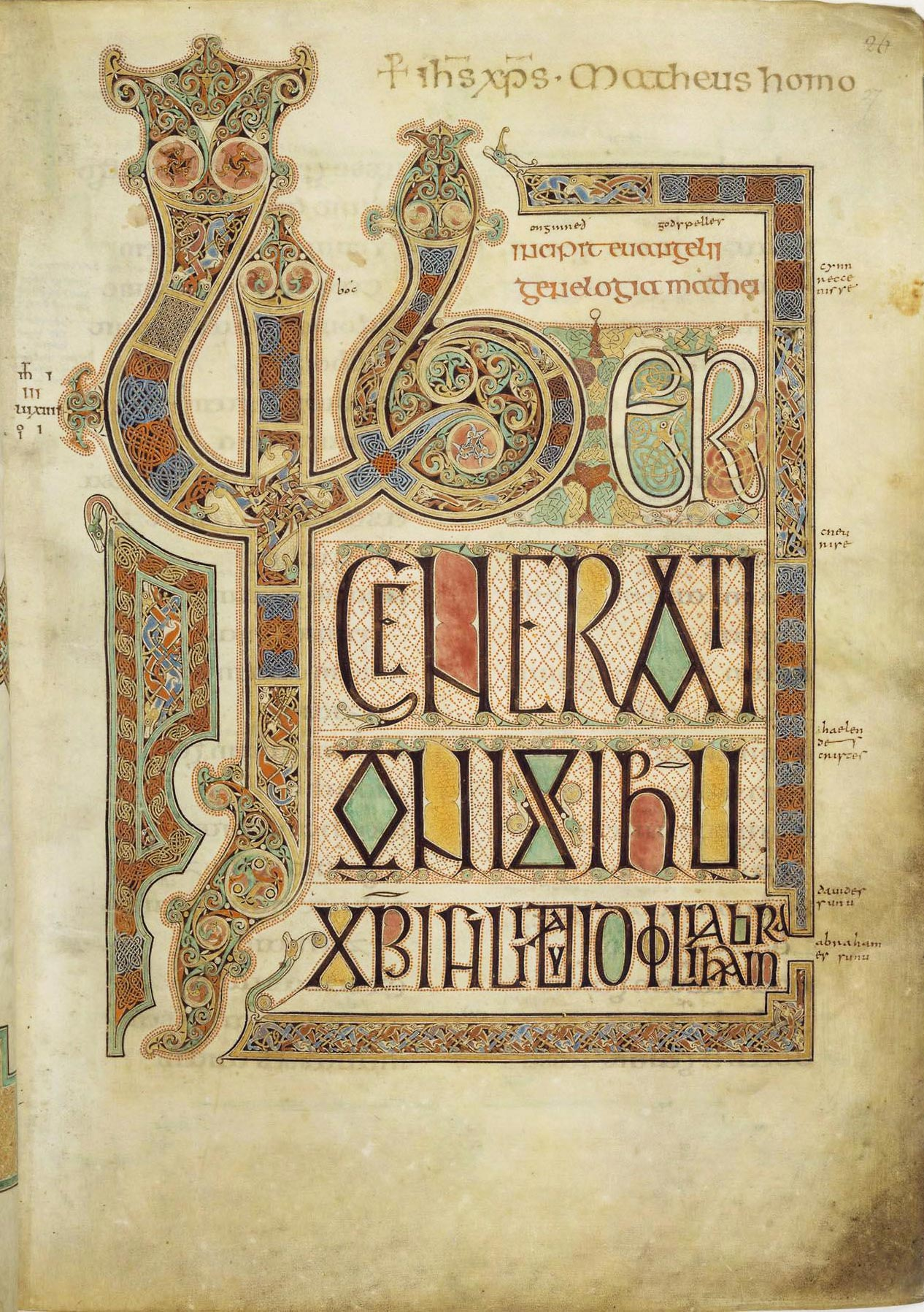
Manuscrit de Lindisfarne.

Le monastère de Lindisfarne est fondé en 635 par le moine irlandais Aidan, envoyé de Iona, à la demande du roi Oswald de Northumbrie. Il devient la base de la christianisation du nord de l'Angleterre et envoie également une mission couronnée de succès en Mercie avec la fondation du monastère double de Whitby. Des moines de la communauté de Iona s'établissent également sur l'île. En 664, Colman, troisième abbé de Lindisfarne, représente au concile de Whitby le parti des abbés gaels. Le saint patron de la Northumbrie, Cuthbert de Lindisfarne, a été membre puis abbé du monastère, avant de devenir évêque de Lindisfarne.
Le manuscrit enluminé connu sous le nom d'Évangiles de Lindisfarne, une copie illustrée en latin des Évangiles de Mathieu, Marc, Luc et Jean, est probablement réalisé à Lindisfarne au début du VIIIe siècle. Eadfrith, qui est ensuite devenu évêque de Lindisfarne, en est probablement l'auteur. Dans la deuxième moitié du Xe siècle, un moine nommé Aldred ajoute une glose en anglo-saxon au texte latin, produisant les plus anciennes copies en vieil anglais des Évangiles. Le manuscrit est illustré dans un style insulaire contenant un mélange d'éléments celtes, germaniques et romains. Les Évangiles de Lindisfarne se trouvent actuellement à la British Library, à Londres.
Le monastère est pillé par les Vikings le 8 juin 793, plongeant le monde chrétien occidental dans la consternation. Il s'agit d'un des premiers raids vikings relatés par la Chronique anglo-saxonne, et cette date est souvent utilisée par les historiens pour définir le début de l'époque viking.

« Cette année-là, de terribles présages apparurent partout en Northumbrie et effrayèrent le peuple au plus haut point : il s’agissait d’immenses tornades et éclairs, et on vit des dragons de feu voler dans les airs. Une grande famine suivit immédiatement ces signes ; et, peu après, au cours de la même année, le 8 juin, les misérables dévastations des païens, pillant et massacrant, détruisirent l’église de Dieu à Lindisfarne. »

— Chronique anglo-saxonne
La date du 8 janvier figurant dans cette chronique est toutefois improbable, les Vikings ne partant jamais en expédition en hiver. Le 8 juin serait beaucoup plus probable. Cet évènement est également décrit par le moine northumbrien Alcuin dans cinq lettres qu'il envoie à diverses personnalités anglaises de l'époque, ainsi que dans son poème De clade Lindisfarnensis monasterii. Les moines fuient l'île en emportant avec eux les reliques de saint Cuthbert. Ils finissent par s'établir à Durham en 995.
Le prieuré de Lindisfarne est rétabli durant la période normande sous la forme d'un établissement bénédictin. Il est supprimé sous le règne de Henri VIII, en 1536, dans le cadre de la dissolution des monastères.
De ce monastère, serait venu saint Ivy (Saint Ivi), le saint éponyme de Saint-Ivy, en Cornouaille bretonne, de Saint-Divy dans le Léon breton, de Loguivy-Plougras, Loguivy-de-la-Mer et Loguivy-lès-Lannion dans les Côtes-d'Armor, etc.

## Géographie
Une chaussée, longue de 5 km, submergée à marée haute, relie  Lindisfarne à la Grande Bretagne.
Selon le recensement de 2001, 142 personnes vivent sur l'île.

## Phare
Trinity House exploite deux phares actifs pour aider à l'entrée du port, Guile Point East et Heugh Hill.

## Réserve naturelle
De larges parties de l'île, ainsi que toute la zone d'estran adjacente, sont protégées et forment la Réserve naturelle nationale de Lindisfarne (en), participant ainsi à la préservation des importantes populations d'oiseaux qui y passent l'hiver. Au total, près de 300 espèces d'oiseaux ont été recensées sur l'île et la réserve adjacente.
Enfin, les phoques gris sont des visiteurs fréquents à marée haute.

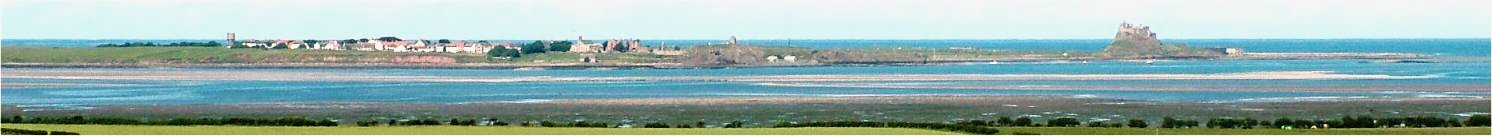
Lindisfarne vue de la côte.

## Dans la culture

### Musique
- Le groupe Enslaved a fait du pillage par les Vikings une chanson (introduction de l'album Eld).
- Le groupe de Folk-Metal Svartsot a écrit une chanson éponyme sur Lindisfarne, dans l'album Mulmets Viser.
- Les groupes Behemoth, Battlelore, Ancient Rites, Les Bâtards du Nord et Seyminhol ont, eux aussi, chacun consacré une de leurs chansons à Lindisfarne.
- Lindisfarne est également le nom d'un groupe de musique anglais de folk/rock en activité de 1969 à 2003. Leur chanson la plus célèbre est Fog on the Tyne.
- Lindisfarne est le titre d'une des chansons du musicien britannique James Blake, présente sur son album éponyme.
- Lindisfarne est également le titre d'une chanson du groupe Les Batards du Nord dans l'album Levons nos cornes
- Chris Watson a enregistré l'environnement sonore de chaque saison à Lindisfarne, dans l'album "In St Cuthbert's Time" (4 plages d'une dizaine de minutes).

### Cinéma et séries télévisées
- L'île, et en particulier le château, a été le lieu de tournage du film Cul-de-sac, de Roman Polanski.
- Le raid contre Lindisfarne a été mis en scène dans la série télévisée Vikings (Saison 1, épisode 2). Le raid est alors placé sous la direction de Ragnar Lodbrok, roi scandinave semi-légendaire.
- On voit apparaître Lindisfarne dans un épisode de la Saison 1 de Wolfblood où Maddy Smith, interprétée par Aimee Kelly se transforme en loup pour la première fois[8].
- Un épisode de Les Enquêtes de Vera[Lequel ?] est tourné sur l'île.
- L'ile est le lieu où s'est établi un groupe de survivants dans le film d'horreur 28 Ans plus tard, de Danny Boyle, sorti en 2025.

### Bande dessinée
- Dans le comics Northlanders (#8 et 9), le raid contre Lindisfarne est raconté par un enfant chrétien.

### Jeux
- Lindisfarne est le nom d'un jeu de plateau d'Alain Pradet et Damien Fleury, sorti en 2018 et édité chez Runes Éditions[9].